# デリリウムカフェ

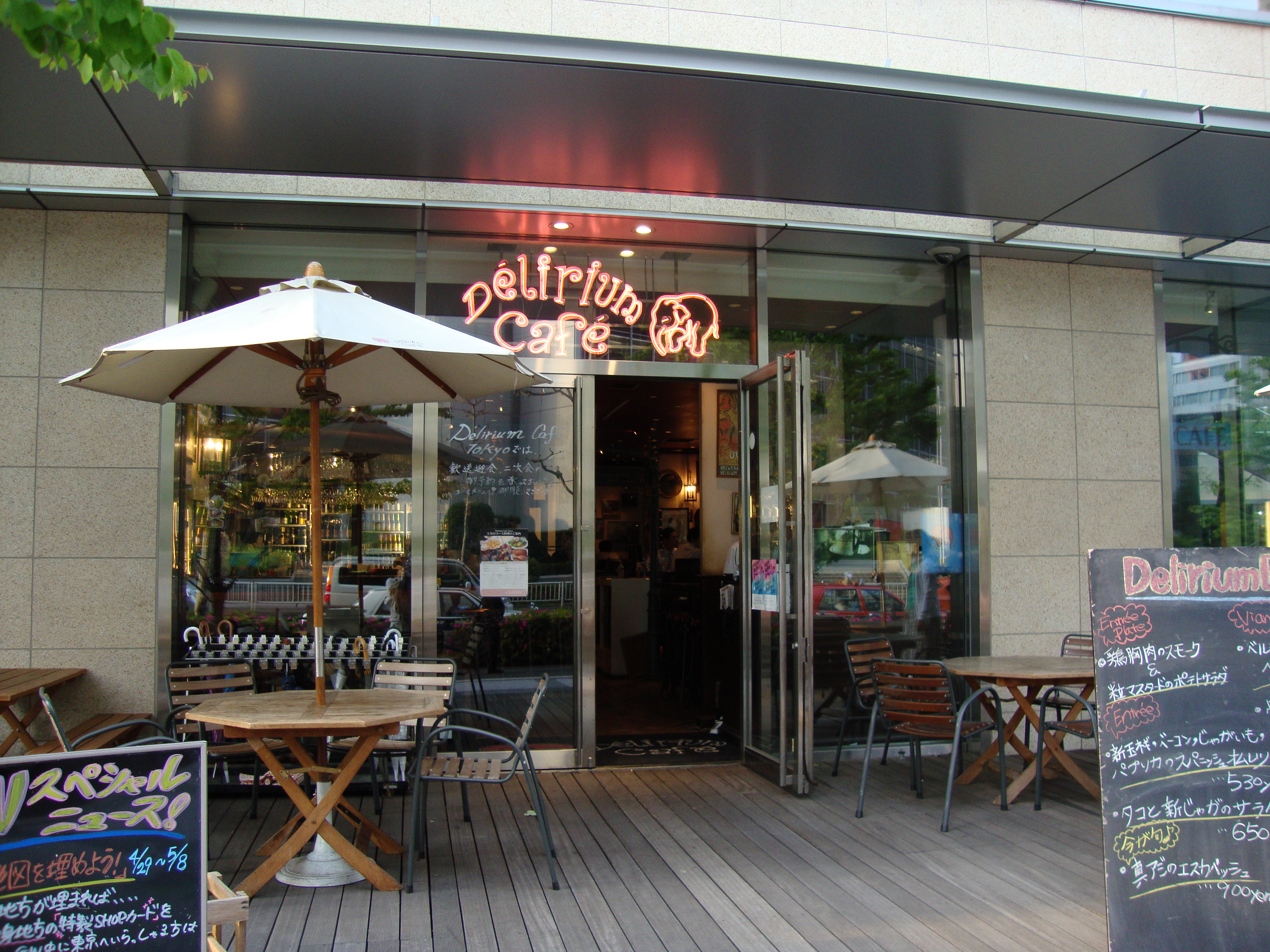
デリリウムカフェ トーキョーの入り口（2010年4月30日撮影）

デリリウムカフェ（Délirium Café）は、ベルギービールを中心としたビールを提供するビアバーである。名前の由来は、店舗の入り口にある飾りと同様にピンクの象のシンボルを持つデリリウム・トレメンスというビールである。デリリウムカフェはベルギーにある本店の他にスウェーデン、イタリア、フランス、日本に店舗を持つ。

## 店舗

### ベルギー
ベルギーのブリュッセルにある店舗は、2,000銘柄以上のビールを置いている。2004年には販売しているビールの銘柄数世界一としてギネス・ワールド・レコーズに認定された。このバーは、60以上の国とベルギーの広範囲のビールを提供している。
グラン＝プラスから2、300メートルばかり離れたImpasse de la Fidélitéという小さな路地にあるが、
他店と比較して価格設定が比較的高めである。
また、グラン＝プラスから当店に行くまでのとおりでは呼び込みが多いため、日本人観光客は注意する必要がある。

### 日本
2007年10月25日にアジア一店舗目のデリリウムカフェ トーキョーが霞ダイニングに開店。引き続いて2008年3月6日に赤坂Bizタワーにデリリウムカフェ レゼルブが開店。ベルギービールのビアフェスティバル「ブリュセレンシス・ビアフェスティバル」を主催。